# Komanija
Komanija je naselje v Občini Dobrova-Polhov Gradec.